# Mine tossede drenge
Mine tossede drenge er en dansk film fra 1961, instrueret af Sven Methling efter manuskript af Børge Müller.

## Medvirkende
- Marguerite Viby
- Otto Brandenburg
- Poul Reichhardt
- Judy Gringer
- Palle Huld
- Einar Juhl
- Gerda Madsen
- Jan Priiskorn Schmidt
- Olaf Ussing

## Eksterne links
- Mine tossede drenge på Internet Movie Database (engelsk)
- Mine tossede drenge på Filmdatabasen
- Mine tossede drenge på danskefilm.dk
- Mine tossede drenge på danskfilmogtv.dk
- Mine tossede drenge på The Movie Database (engelsk)